# Cathleen Nesbitt

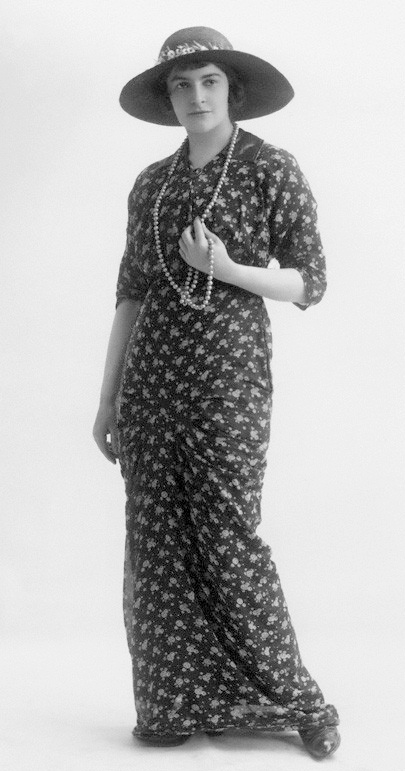
Cathleen Nesbitt in 1913

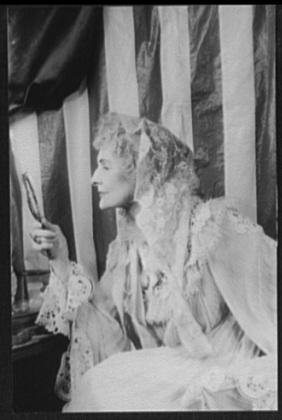
Cathleen Nesbitt

Cathleen Mary Nesbitt (CBE) (Cheshire, Engeland, 24 november 1888 – Londen, 2 augustus 1982) was een Engels toneel- en filmactrice.
Nesbitt werd opgeleid in Lisieux, aan de Queen's University of Belfast en aan de Universiteit van Parijs. Haar jongere broer Thomas Nesbitt, Jr. speelde in 1925 in een film, voor hij in 1927 stierf in Zuid-Afrika.
Haar debuut was bij het London Theater in Arthur Wing Pinero's The Cabinet Minister (1910). In 1911 ging Nesbitt spelen bij de Irish Players. Daarna ging ze naar de Verenigde Staten en debuteerde ze op Broadway in The Well of the Saints. Ze speelde ook een rol in John Millington Synges The Playboy of the Western World.
Nesbitt verloofde zich in 1912 met dichter Rupert Brooke. Voor ze konden trouwen, kwam Brooke in de Eerste Wereldoorlog om het leven. Zij ging terug naar Amerika en speelde daar in verschillende stukken.
Nesbitt maakte haar filmdebuut de stomme film A Star Over Night (1919). Daarna speelde ze in The Faithful Heart (1922). In 1930 speelde ze weer een filmrol, als Anne Lymes in Canaries Sometimes Sing. In 1932 was ze te zien in de thriller The Frightened Lady. Ze verscheen in 1938 in de filmversie van Pygmalion.
Nesbitts eerste Hollywood-film was Three Coins in the Fountain (1954). Daarna speelde ze Lucia Colletti in de film Black Widow. Ze verscheen in 1957 als Cary Grants grootmoeder Janou in de film An Affair to Remember en het volgende jaar speelde ze in Separate Tables. Ook verscheen ze in The Parent Trap (1961) en Promise Her Anything (1965).
Amerikanen kunnen zich Nesbit herinneren als Agatha Morley in het televisieprogramma The Farmer's Daughter. Van 1963 tot 1966 speelde zij daarin de moeder van een lid van het Congress (gespeeld door William Windom). Ze was gastster bij The United States Steel Hour, Wagon Train, Naked City, Dr. Kildare en Upstairs, Downstairs (als Rachel Gurneys moeder). In 1969 speelde ze opnieuw Rex Harrisons moeder in the film Staircase.
Ze speelde een oude drugsverslaafde in French connection II (1975). Haar volgende film was Hitchcocks Family Plot (1976), waarin zij Julia Rainbird speelde. Ze was een grootmoeder in Julia (1977). Haar laatste film was Never Never Land (1980), waarin ze Edith Forbes speelt.
In 1920 trouwde Nesbitt met acteur Cecil Beresford Ramage. Met hem kreeg ze twee kinderen.
Haar autobiografie, getiteld A Little Love and Good Company, werd uitgegeven in 1973. Na tachtig jaar in de showbusiness gewerkt te hebben, stierf Nesbitt een natuurlijke dood in de leeftijd van 93 jaar.

## Geselecteerde filmografie
- The Passing of the Third Floor Back (1935)
- The Lamp Still Burns (1943)
- Fanny by Gaslight (1944)
- The Agitator (1945)
- Men of Two Worlds (1946)
- Jassy (1947)
- Madness of the Heart (1949)
- Separate Tables (1958)
- The Trygon Factor (1966)